# Меріон
Меріо́н (грец. Μηριόνης) — товариш (або зведений брат) Ідоменея; критський лучник, що виніс труп Патрокла.
За пізнішим міфом, Меріон після Троянської війни приплив до Сицилії й оселився там.